# Lída Baarová
Lída Baarová, właśc. Ludmila Babková (ur. 7 września 1914 w Pradze, zm. 27 października 2000 w Salzburgu) – czeska aktorka, znana z romansu z Josephem Goebbelsem.

## Życiorys
Urodziła się 7 września 1914 w Pradze, wówczas części Austro-Węgier.
Studiowała aktorstwo w praskim konserwatorium i już w wieku 17 lat dostała swoją pierwszą rolę w filmie. Nagrała też kilka płyt.
Po odkryciu jej talentu przez niemieckie studia filmowe opuściła Pragę i udała się do Berlina. W 1934 została zaangażowana przez studio UFA. W Berlinie poznała niemieckiego aktora Gustava Fröhlicha, z którym zagrała w kilku filmach, m.in. w „Barcarole” (1935). Po sukcesie tego filmu Baarová dostała kilka ofert z Hollywood, ale nie przyjęła ich. Po zaręczynach z Fröhlichem oboje zamieszkali w domu na wyspie Schwanenwerder w Berlinie. W tym czasie poznała Josepha Goebbelsa i wdała się z nim w trwający ponad rok romans. Goebbels zamierzał rozwieść się dla niej z żoną Magdą, zrezygnować ze stanowiska w administracji hitlerowskiej i opuścić Niemcy. Adolf Hitler nie przyjął rezygnacji, a wkrótce potem Baarovej dano do zrozumienia, że jest w Niemczech osobą niepożądaną i zasugerowano jej opuszczenie terytorium Rzeszy.
Aktorka wyjechała do Pragi, a następnie, w 1941, do Włoch, gdzie zagrała w kilku filmach. Po zajęciu Włoch przez wojska amerykańskie wróciła do Pragi. W kwietniu 1945 pojechała do Niemiec, aby spotkać się ze swoim dawnym przyjacielem, sławnym aktorem niemieckim Hansem Albersem. W trakcie podróży została aresztowana przez żandarmerię amerykańską, osadzona w więzieniu w Monachium, a następnie ekstradowana do Czechosłowacji.
Tam za kolaborację z Niemcami podczas wojny została skazana na karę śmierci, zamienioną później na karę więzienia. W więzieniu odwiedzał ją często Jan Kopecký, bliski krewny jednego z prominentnych członków powojennego rządu Czechosłowacji, który załatwił zwolnienie aktorki z więzienia. Lída Baarová wyszła za Kopeckiego w 1949, w 1956 rozwiodła się z nim. Drugim jej mężem był austriacki profesor Kurt Lundwall, którego poślubiła w Salzburgu. Po jego śmierci w 1980 Baarová spędziła ostatnie 20 lat swojego życia samotnie. Pod koniec życia cierpiała na chorobę Parkinsona.

## Filmografia
- Sladké hořkosti Lídy Baarové (1995)
- The Bitter Tears of Petra von Kant (1970)
- Il Cielo brucia (1957)
- Retorno a la verdad (1957)
- El Batallón de las sombras (1957)
- Rapsodia de sangre (1957)
- Todos somos necesarios (1956)
- Viaje de novios (1956)
- La Mestiza (1956)
- Miedo (1956)
- Gli innocenti pagano (1953)
- Pietà per chi cade (1953)
- I Vitelloni (1953)
- La vendetta di una pazza (1952)
- Carne inquieta (1952)
- Gli amanti di Ravello (1950)
- La Bisarca (1944)
- L’ Ippocampo (1944)
- Il Cappello da prete (1944)
- Ti conosco, mascherina! (1943)
- Grazia (1943)
- Turbína (1941)
- Paličova dcera (1941)
- Za tichých nocí (1941)
- Dziewczyna w niebieskim (1940)
- Życie jest piękne (1940)
- Artur a Leontýna (1940)
- Ohnivé léto (1939)
- Die Geliebte (1939)
- Männer müssen so sein (1939)
- Maskovaná milenka (1939)
- Legenda miłosna (1938)

- Der Spieler – Roman eines Schwindlers (1938)
- Die Fledermaus (1937)
- Die Kronzeugin (1937)
- Panenství (1937)
- Lidé na kře (1937)
- Patrioten (1937)
- Unter Ausschluss der Öffentlichkeit (1937)
- Komediantská princezna (1936)
- Švadlenka (1936)
- Die Stunde der Versuchung (1936)
- Verräter (1936)
- Barcarole (1935)
- Leutnant Bobby, der Teufelskerl (1935)
- Einer zuviel an Bord (1935)
- Grandhotel Nevada (1934)
- Dokud máš maminku (1934)
- Zlatá Kateřina (1934)
- Na růžích ustláno (1934)
- Pán na roztrhání (1934)
- Pokušení paní Antonie (1934)
- Její lékař (1933)
- Sedmá velmoc (1933)
- Okénko (1933)
- Madla z cihelny (1933)
- Jsem děvče s čertem v těle (1933)
- Funebrák (1932)
- Malostranští mušketýři (1932)
- Růžové kombiné (1932)
- Šenkýřka u divoké krásky (1932)
- Na służbie u Sherlocka Holmesa (1932)
- Zapadlí vlastenci (1932)
- Kariéra Pavla Čamrdy (1931)
- Obraceni Ferdyše Pištory (1931)